# Rzeżyca (novads)
Rzeżyca (łot.: Rēzeknes novads) – jeden z łotewskich novadsów, funkcjonujący od 2021.
W skład novadsu wchodzą: 
- miasto: Viļāni
- pagastsy: Audriņi, Bērzgale, Čornaja, Dekšāres, Dricāni, Feimaņi, Gaigalava, Griškāni, Ilzeskalns, Kantinieki, Kaunata, Lendži, Lūznava, Mākoņkals, Malta, Nagļi, Nautrēni, Ozolaine, Ozolmuiža, Puša, Rikava, Sakstagals, Silmala, Sokolki, Stoļerova, Strūžāni, Vērēmi, Viļāni

Stolicą novadsu zostało miasto Rzeżyca, które nie wchodzi w skład novadsu.

## Historia
Novads powstało podczas reformy administracyjnej w 2021, z połączenia dotychczasowych novadsów: Rzeżyca i Viļāni. Początkowo w skład novadsu planowano włączyć również novads Varakļāni, jednak w związku z wyrokiem Sądu Konstytucyjnego pozostał on osobną jednostką administracyjną (od 2025 część novadsu Madona).